# کوئباس د سان کلمنته
کوئباس د سان کلمنته (به اسپانیایی: Cuevas de San Clemente) یک شهرستان در اسپانیا است.